# Cicli Lombardo
La Cicli Lombardo S.p.A. è un'azienda italiana con sede a Buseto Palizzolo (TP), produttrice di biciclette (classiche e a pedalata assistita), di  monopattini elettrici, di abbigliamento ed accessori sportivi.

## Storia
L’azienda siciliana Cicli Lombardo S.p.A. nasce nel 1952 a Buseto Palizzolo, alle porte di Trapani, quando il fondatore Gaspare Lombardo (figlio di un fabbro), realizza la sua prima bicicletta utilizzando materiali bellici abbandonati.
Agli albori l'azienda produceva approssimativamente cento biciclette l’anno mentre nel 2018 ne sono state prodotte all'incirca cinquecento al giorno.
Nel 2007 sono nate filiali in Germania in quanto una buona parte della produzione è destinata al mercato estero. La Cicli Lombardo, che ha instaurato una collaborazione con l'azienda tedesca Bosch per lo sviluppo delle bici elettriche, è presente anche nel continente oceanico.
Nel 2024 l'impresa (a capitale 100% italiano) capitanata dal maggiore dei figli di Gaspare Lombardo, Emilio (amministratore delegato), ha fornito una speciale bicicletta all'atleta paralimpico cremonese Andrea Devicenzi per il suo ciclo-viaggio negli Stati Uniti, lungo la Blues Highway 61.